# Glochidion calocarpum
Glochidion calocarpum là một loài thực vật có hoa trong họ Diệp hạ châu. Loài này được Kurz mô tả khoa học đầu tiên năm 1875.